# Бритония

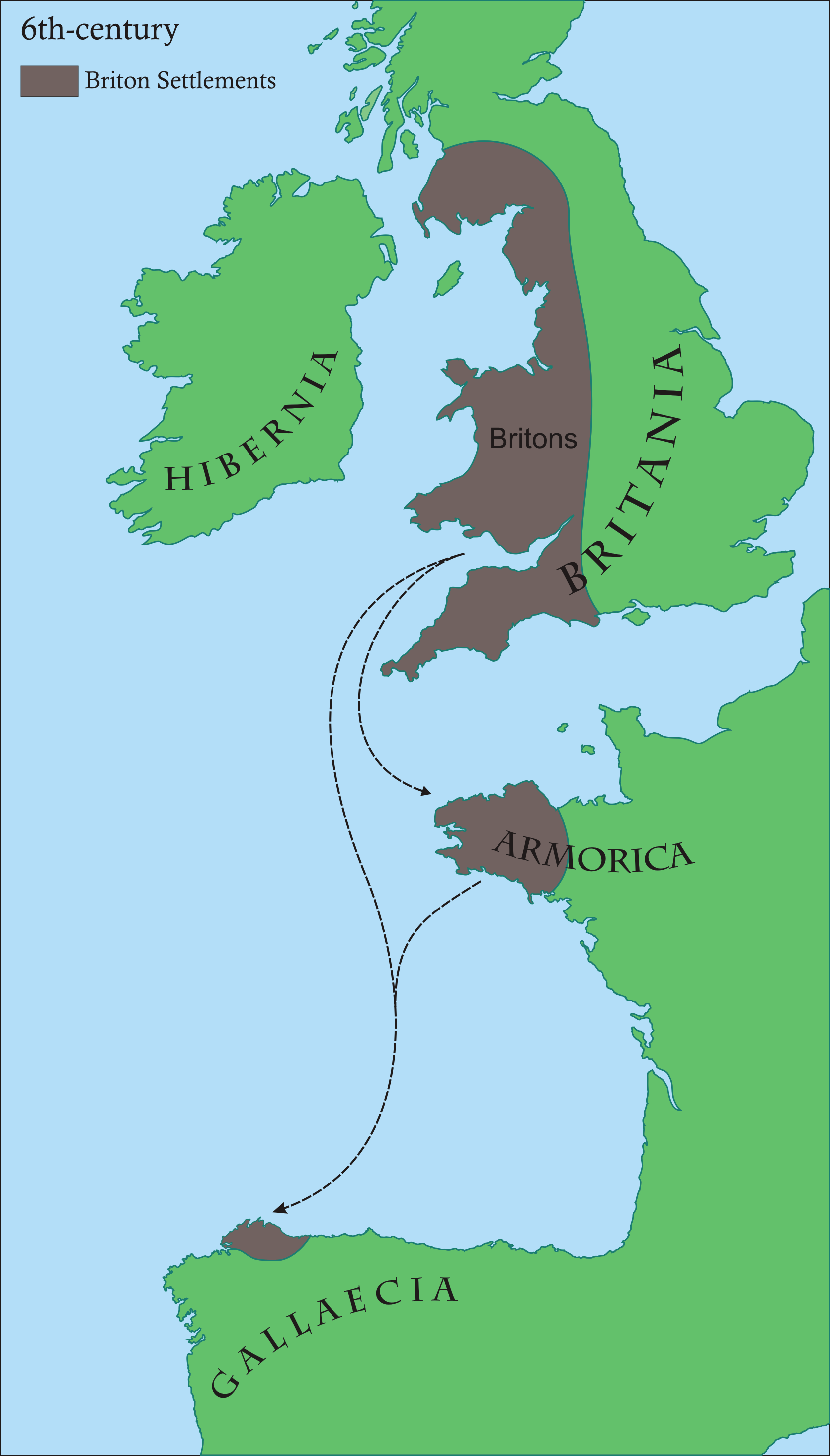
Миграция бриттов на континент во времена англо-саксонского нашествия

Брито́ния (англ. Britonia, исп. Bretoña) — существовавшее на северном побережье Галисии на протяжении столетия, с конца V века нашей эры, поселение бриттов, бежавших от англосаксонского завоевания Британии. Другая часть кельтских беженцев осела на северо-западе Галлии — в Арморике, переименованной из-за этого в Бретань (где до сих пор сохраняется население, говорящее на кельтском бретонском языке).
Зона расселения бриттских беженцев могла простираться от округи города Мондоньедо на север вплоть до Бискайского залива, а в качестве вероятной восточной границы указывают реку Эо. Память о бриттах сохранилась в названии населённого пункта Bretoña на территории нынешнего муниципалитета Пасториса (провинция Луго). Также кельтское происхождение имеют названия деревень Bretonia (также в Луго), Bretoña (в провинции Понтеведра), а также свыше десятка других галисийских топонимов. На Пиренейском полуострове бритты были весьма скоро ассимилированы, утратив родной язык.
Основание бриттской колонии на территории тогдашнего Королевства свевов относят к концу V — началу VI века. Основные исторические источники, свидетельствующие о бриттском присутствии в регионе, относятся к деятельности Бритонского диоцеза (лат. dioecesis Britoniensis или ecclesia Brittaniensis), просуществовавшего в качестве отдельной церковно-административной единицы в составе архидиоцеза Луго с 569 по 866 год. При этом остаётся неясным до конца, прибыли ли бриттские поселенцы крещёными или же они были обращены в христианство уже на территории Галисии.

## Бритонские епископы
- Майлок[англ.], рукоположенный на Втором Брагском соборе в 572 году. Отмечается кельтское происхождение имени этого епископа, которое реконструируется как *Maglākos [1].
- Метопий, выступавший на Четвёртом Толедском соборе в 533 году.
- Сонна, рукоположенный на Седьмом Толедском соборе в 646 году.
- Суса, рукоположенный на Восьмом Толедском соборе в 653 году.
- Бела, рукоположенный на Третьем Брагском соборе[англ.] в 675 году.